# Дейвисс (округ, Миссури)
Округ Дейвис (англ. Daviess County) — округ штата Миссури, США. Население округа на 2009 год составляло 8078 человек. Административный центр округа — город Галлатин.

## История
Округ Дейвисс основан в 1836 году.

## География
Округ занимает площадь 1468.5 км2.

## Демография
Согласно оценке Бюро переписи населения США, в округе Дейвисс в 2009 году проживало 8078 человек. Плотность населения составляла 5,5 человек на квадратный километр.